# Crocidura greenwoodi
Crocidura greenwoodi es una especie de musaraña (mamífero placentario de la familia de los sorícidos).

## Distribución geográfica
Se encuentra en Somalia.

## Estado de conservación
No sufre grandes amenazas, pero presenta una distribución muy restringida.